# Rovena Marku
Rovena Marku (ur. 21 maja 1987 w Szkodrze) – albańska pływaczka, reprezentantka Albanii na Igrzyskach Olimpijskich 2004 i 2008. Na Igrzyskach Olimpijskich w Pekinie w 2008 roku ukończyła pływanie na 58. miejscu.

## Kariera
Marku wzięła udział w Igrzyskach Śródziemnomorskich w 2005 roku.
W Mistrzostwach Świata 2007 pływała w stylu dowolnym i klasycznym (oba na 50 metrów).
Na Igrzyskach w Pekinie w 2008 roku zdobyła 58. miejsce, gdzie ustanowiła nowy rekord Albanii w pływaniu na 50 m stylem dowolnym, wynoszący 28,15 s.